# Maria Antonella Barucci
| (3362) Khufu    | 30 de agosto de 1984    |
| (3752) Camillo  | 15 de agosto de 1985    |
| (15692) 1984 RA | 1 de septiembre de 1984 |

María Antonella Barucci es una astrónoma italiana famosa por haber descubierto tres planetas menores.
Durante los años 1984 y 1985 descubrió tres planetas menores. El más notable es el que descubre junto con R. Scott Dunbar del tipo Objeto próximo a la Tierra y asteroide Aton (3362) Khufu desde el observatorio Palomar. También co-descubrió, junto a Eleanor F. Helin,  el asteroide Apolo (3752) Camillo.
Barucci es coautora del libro de texto sobre astronomía y ciencia planetaria The Solar System (2003) publicado por Springer-Verlag. El asteroide (3485) Barucci del cinturón de asteroides descubierto por el astrónomo estadounidense Edward Bowell en 1983 está bautizado con su nombre.